# Brigada de Mujeres de Weather Underground
Inicialmente llamada La Tribu del Águila Orgullosa (The Proud Eagle Tribe en inglés), según el primer comunicado emitido por la Brigada de Mujeres del Weather Underground se comprometió a "construir un movimiento militante de mujeres que se compromete con la destrucción del imperialismo estadounidense" y explotar "el chovinismo del hombre" como una "debilidad estratégica".

## Formación
La Brigada de Mujeres (WBWO) estaba integrada por setenta miembros, encabezados por Bernardine Dohrn. Sus actividades, aunque sensacionalistas con fines publicitarios, se limitaron principalmente a tareas de atraer a más simpatizantes y como espías. Las políticas internas del Weather Underground definian estrictamente las funciones de las mujeres dentro del grupo, así como las contribuciones (algo limitadas) de las mujeres dentro de las actividades. La WUO requería que los miembros vivieran en "colectivos del Weather" (Weather collectives en inglés) en un esfuerzo por rechazar la sociedad burguesa. Todas las mujeres debían tener relaciones sexuales con todos los hombres, y las mujeres también tenían relaciones sexuales con otras mujeres, ya que las relaciones monógamas se consideraban contrarrevolucionarias". Se consideraba que la revolución era la máxima prioridad, por lo tanto, las nuevas madres debían entregar sus bebés a miembros de menor rango si parecían estar demasiado distraídas de sus objetivos políticos.

## Acciones
- 14 de octubre de 1970: La Brigada de Mujeres atacó con explosivos el Centro Weatherhead para Asuntos Internacionales (WCFIA), ubicado en las instalaciones de la Universidad de Harvard.[note 1][4] y se llevó en solidaridad con Angela Davis, una activista que había sido detenida recientemente. Se considera que este ataque como la primera acción tomada por la Brigada.[1] Las militantes eligieron esta institución ligada tradicionalmente con algunos senadores y políticos, además de cuestionar la noción entre algunas feministas de que Vietnam no era un problema de mujeres.[2][5]

- 24 de julio de 1973: Una  Carta colectiva hecha por el movimiento de mujeres es lanzado por la Brigada como un intento de involucrar al movimiento de mujeres en el debate sobre la política feminista y cómo se relaciona con otras luchas.[note 2][6] También tiene la intención de denunciar a Jane Alpert a quien las célulasde Weather Underground le proporcionaron refugio temporalmente mientras estuvo en clandestinidad como resultado de ataques no relacionados con la guerrilla en Nueva York.[6] Cuando Alpert salió del anonimato, renunció a la organización Weather Underground y la lucha armada.[7][8]

- 6 de marzo de 1974: La Brigada de Mujeres atacó con explosivos las oficinas de San Francisco Departamento de Salud, Educación y Bienestar (HEW).[note 3][9] La WBWO afirma que el ataque fue es en honor del Día Internacional de la Mujer (8 de marzo) y en recuerdo de los miembros de Weather Underground Diana Oughton, Ted Gold y Terry Robbins.[10][9] La Brigada argumenta en su comunicado para que las mujeres tomen el control de la guardería, la atención médica, el control de la natalidad y otros aspectos de la vida diaria de las mujeres.[7] Este fue el último bombardeo llevado a cabo por el grupo de mujeres que ya había abandonado el nombre de "Tribu del Águila Orgullosa".[9]

## Día de la mudanza en la montaña y las Seis hermanas

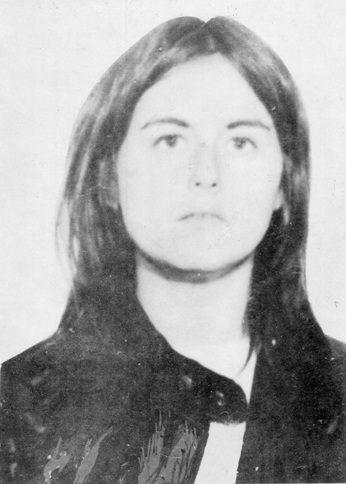
La militante Bernardine Dohrn, llegó a participar en actividades de la ala femenina de Weather Underground

En enero de 1973, el "Mountain Moving Day" (Día de la mudanza en la montaña en español) fue un documento circulado que intentó desenredar la política inconsistente de la OMU con respecto a la liberación de la mujer y determinar una nueva dirección a la luz del alto el fuego de enero de 1973 entre Estados Unidos y Vietnam. Con la guerra en pausa, se alentó a las Weatherwomen a aprovechar esta oportunidad para profundizar en el feminismo, el estudio, la organización, los escritos y las acciones.  El artículo defendía la centralidad de la liberación de las mujeres debido a la debilidad pública de Weather sobre el feminismo y porque la lucha por la liberación de las mujeres "es y será una de las más importantes y decisivas a nivel mundial". El documento también alentó la inmersión de WBWO en el movimiento de mujeres, para impulsar el internacionalismo y el antirracismo, así como para aprender y beneficiarse de lo que el movimiento de liberación de la mujer tenía que ofrecer. El documento reconocía que el feminismo sería una batalla cuesta arriba porque gran parte del movimiento de mujeres se sentía en desacuerdo con Weather Underground.
"Mountain Moving Day" resultó en una iniciativa feminista dentro de WUO, que se centró en tres objetivos: (1) "Fomentar la solidaridad entre las mujeres, hacer del trabajo entre las mujeres una prioridad (geográfica, estructural, programáticamente), (2) Desarrollar un programa de mujeres para y sobre las mujeres; participar activamente en la construcción del movimiento de mujeres, (3) Reconocer la necesidad de solidaridad entre los hombres ". Las mujeres plantearon críticas mientras la organización se desmoronaba y luego sugirieron que estas políticas no se aplicaron de manera consistente. Los principios no dicen nada directamente sobre el mayor obstáculo para la liberación de la mujer: la supremacía masculina y cómo la WBWO en su conjunto podría combatirla.
Sin embargo, el impacto del artículo fue significativo, aunque sólo fuera para las mujeres del grupo. Seis meses después de la circulación de este documento histórico, las mujeres de la OMU iniciaron un proyecto de verano que consistía en un grupo de estudio de seis semanas de mujeres clandestinas que trabajaban con algunos partidarios clave, que se centró en la opresión femenina y su relación con la política antiimperialista. El grupo se centró específicamente en HEW, al que llamaron el "principal vehículo gubernamental de control social de las mujeres", comparándolo con la Oficina de Asuntos Indígenas. Las mujeres que convocaron el estudio distribuyeron un paquete titulado: "Seis hermanas", que explicaba sus motivaciones, su amplia lista de lecturas, notas de reuniones y planes de acción. Las mujeres del weather comenzaron a vincularse a través de experiencias comunes y compromisos compartidos de una manera que alguna vez habían eludido. Se generó solidaridad y algunas comenzaron a vivir en colectivos de mujeres.

## Lectura Externa
- Berger, Dan. Outlaws of America. (Oakland, CA: AK Press, 2006).
- Gilbert, David. Students For a Democratic Society and the Weather Underground Organization. (Canada: Abraham Guillen Press, 2002).
- Gonzalez-Perez, Margaret. Women and Terrorism. (New York, New York: Routledge, 2008).
- To Sing a Battle Song, editado por Bernardine Dohrn, Bill Ayers y Jeff Jones. (New York: Seven Stories Press, 2006). Este libro contiene poesía, comunicados, ensayos, etc. de la Brigada.